# パネルデン運河
パネルデン運河（パネルデンうんが、蘭：Pannerdensch Kanaal）は、オランダのライン川支流の蛇行を直線化するために開削された運河で、ヘルダーラント州のアーネム近郊（オランダとドイツの国境付近）にある運河のことである。

## 概要
ライン川はオランダに入ってすぐに、ネーデルライン川（下流はレク川）とワール川に2分岐しているが、ネーデルライン川に分岐している川の経路が蛇行していてしばしば洪水等に悩まされていた。これを直線化て水害を阻止するために、スペイン継承戦争時代の1701年から1709年に掛けて開削された運河である。
パネルデン運河等の開削によりライン川の昔の河道は「旧ライン川（Oude Rijn アウデ・ライン）」として、現在でも池などとして残存しているほか、一部はドイツとの国境線にもなっている。また、ワール川との分岐点はPannerdense Kopと呼ばれている。運河はアーネム郊外でネーデルライン川とアイセル川に2分岐している。
現在、ライン川の流量の1/3はパネルデン運河に、2/3はワール川に流入して、最終的にすべて北海に排水されている。

## 構造・仕様
- 全長 6 km
- 深さ
- 幅 135m

## 施設等
- 2007年に開通した貨物専用鉄道路線ベテゥベルートのトンネル（L=2680m）が運河の下を通過している

## 関連項目

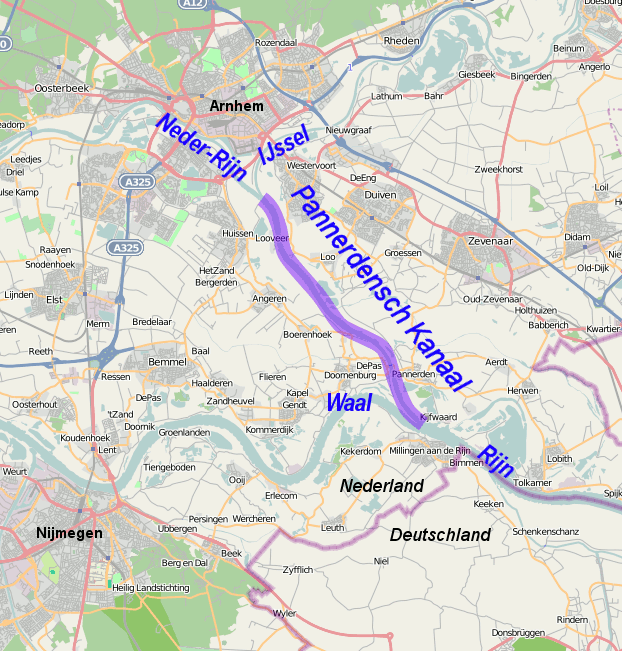
位置図